# Campionato Riserve 1920-1921
Il Campionato Riserve 1920-1921 fu la quinta edizione del campionato italiano di calcio delle Riserve.
Il campionato dell'Italia Settentrionale fu vinto dalla Pro Vercelli.
Il campionato dell'Italia Centro-Meridionale fu vinto dal Mantova.
La Pro Vercelli sconfisse poi in finale il Mantova laureandosi Campione d'Italia Riserve.

## Italia Settentrionale
Pro Vercelli Campione Settentrionale Riserve 1920-21.

## Italia Centro-Meridionale

### Emilia
Finale
|         | Risultati |         | Luogo e data         |
| ------- | --------- | ------- | -------------------- |
| Mantova | 2-1       | Bologna | Carpi, 8 maggio 1921 |
|         |           |         |                      |

Mantova Campione Emiliano Riserve 1920-21 e qualificato alla fase finale Centro-Sud.

### Fase finale
|         | Risultati |      | Luogo e data         |
| ------- | --------- | ---- | -------------------- |
| Mantova | 2-1       | Pisa | Parma, 5 giugno 1921 |
|         |           |      |                      |

|         | Risultati |           | Luogo e data            |
| ------- | --------- | --------- | ----------------------- |
| Mantova | 5-2       | Fortitudo | Firenze, 19 giugno 1921 |
|         |           |           |                         |

Mantova Campione Centro-Meridionale Riserve 1920-21.

## Finale
|              | Risultati |         | Luogo e data            |
| ------------ | --------- | ------- | ----------------------- |
| Pro Vercelli | 2-1       | Mantova | Voghera, 26 giugno 1921 |
|              |           |         |                         |

Pro Vercelli Campione d'Italia Riserve 1920-21.